# Phyllophaga mimicana
Phyllophaga mimicana är en skalbaggsart som beskrevs av Saylor 1938. Phyllophaga mimicana ingår i släktet Phyllophaga och familjen Melolonthidae. Inga underarter finns listade i Catalogue of Life.